# Spera
Spera és un antic municipi italià, dins de la província de Trento. L'any 2007 tenia 595 habitants. Limitava amb els municipis de Samone, Scurelle i Strigno.
L'1 de gener 2016 es va fusionar amb els municipis de Strigno i Villa Agnedo creant així el nou municipi de Castel Ivano, del qual actualment és una frazione.

## Administració
| Període | Identitat    | Partit        |
| ------- | ------------ | ------------- |
| 2005-   | Gianni Purin | Llista cívica |